# Rabindranath Tagore
Rabindranath Tagore, född 7 maj 1861 i Jorasanko, Calcutta, död 7 augusti 1941 i Calcutta, var en indisk-bengalisk poet, författare, filosof, kompositör, frihetskämpe och konstnär. Tagore blev 1913 den förste icke-europé som mottog Nobelpriset i litteratur. Han är den enda indier som mottagit priset.

## Biografi

### Tidigt liv
Rabindranath tillhörde den ansedda och inflytelserika släkten Tagore (ben.: Thakur), liksom hans far Devendranath Tagore, grundare av den hinduiska reformrörelsen Brahmo Samaj. Rabindranaths bror Jyotindranath var kompositör och författare och systern Swarnakmari en känd romanförfattarinna. Familjen var rik och dominerade tidvis Calcuttas kulturella liv.
Rabindranath var ett känsligt och mycket begåvat barn som snabbt tröttnade på skollivet och sedan studerade i hemmet. Det var vid denna tid vanligt för förmögna bengaliska familjer att anordna litterära aftnar, konserter och soaréer, och hemmiljön utgjorde intellektuell stimulans för den unga mannen. Han fick också tillfälle att resa tillsammans med sin far, bland annat i Himalaya 1873, en resa som gjorde starkt intryck på honom. När Rabindranath Tagore var något över tjugo år gammal började han låta publicera sina dikter och noveller. Han blev snabbt känd för sin enastående poetiska förmåga och sin vackra bengali. Engelska var då, liksom nu, ett relativt vanligt umgängesspråk för somliga familjer i den indiska eliten, men Tagore ansågs som en virtuos i bengaliska. Hans produktion blev över åren mycket omfattande.
Genom sina kontakter och resor fick han också en stor skara europeiska beundrare, främst bland dem Yeats. Det tycks emellertid ha uppstått ett intressant kulturellt missförstånd i denna relation. Tagore lade sig ganska tidigt till med ett rikt skägg och långt hår, vilket inte var ovanligt i Bengalen. Även om hans röst var förvånande ljus, gav hans djupa blick och allmänna utseende intrycket av en orientalisk vishetslärare och guru, just av det slag som många européer vurmade för vid sekelskiftet. Hans dikter från denna epok och den konferens han gav under sin resa i Amerika, Sadhana (andlig eller inre övningar) förstärkte denna bild.

### Åsikter
Den verklige Rabindranath Tagore visade sig emellertid inte redo att spela rollen fullt ut. Det är inte riktigt säkert om han förstod hur han betraktades i väst. Han intresserade sig storligen för vetenskapliga framsteg och hade radikala och mycket moderna idéer om utbildning och politik. Han avsade sig sitt engelska adelskap efter Amritsarmassakern i Punjab 1919 och var en god vän till Gandhi, med vilken han inte alltid var överens, men som han stödde i kampen för befrielse från britternas kolonialvälde. Tagore var dock lika ovillig att låta sig bindas av traditionens och det förflutnas snaror som av kolonialväldets. Hans uppfattning om hinduismen var starkt präglad av Brahmo-rörelsens reformanda.

### Nobelpriset
Efter att Tagore hade fått Nobelpriset 1913, främst till följd av sin egen engelska översättning av Gitanjali (på svenska "Sångoffret"), vände sig Yeats och hans europeiska beundrare mot honom och ifrågasatte hans begåvning, tydligt besvikna på att han inte var tillräckligt mystisk och världsfrånvänd. Det kan knappast förnekas att den engelska versionen av Gitanjali är långt underlägsen det bengaliska originalet, men den övriga litterära produktionen visar att Tagore var en mycket framstående författare. Somliga har emellertid anmärkt på att det så att säga behövdes en asiatisk prismottagare och att det hade förekommit en hel del propaganda för Tagore; om skuggan faller över honom själv eller hans beundrare är omstritt. Han är notoriskt svåröversatt på grund av den känsliga lyrism som kännetecknar mycket av den bengaliska poesin och lätt blir till sentimentalism när den överförs till andra språk.

### Undervisning
Tagores teorier om betydelsen av musik och dikt i skolundervisningen ledde till grundandet av Shantiniketan och Visha Bharati, en skola och ett college, numera universitet, några mil utanför Calcutta. Han menade att den skapande förmågan hos människan inte stimulerades i den formella undervisningen, utan ofta tvärtom förkvävdes. Vad människan behöver är närhet till naturen och en form av undervisning som riktar sig till hela människan och inte bara till hennes analytiska intellekt. Det var hans avsikt att genom dessa institutioner, som han så småningom överlät till den indiska staten, kombinera den klassiska indiska utbildningen och den västerländska, vetenskapligt och teknologiskt inriktade utbildningen. Man kan säga att denna strävan efter att förena Österland och Västerland i en levande och välgörande syntes präglade Rabindranath Tagores hela liv.

### Levande legend och bildkonstnär
Vid slutet av sitt liv hade Tagore blivit en levande legend. Han reste mycket runt i hela världen, bland annat till USA, Kina, Japan, Italien, Argentina – även två gånger till Sverige 1921 och 1926 – men hans centrum var alltid Bengalen, som besvarade hans trofasthet med hänförd beundran. Det var svårt för honom att undvika att bli till en personlighet. En av hans bästa nutida tolkare, William Radice, har påpekat att Tagores anarkistiska, lite sarkastiska sida kommer till uttryck på ett oväntat vis i de teckningar och målningar han började utföra när han var över sextio år gammal. Bilderna, ofta i svart och vitt, är märkligt lekfulla, ibland lite oroande. Han debuterade med en stor utställning i Paris 1930, och räknas idag som en föregångare i modernt indiskt måleri.

### Oönskade gåvor i Nazityskland
16 augusti 1937 beslagtog propagandaministeriet i Nazityskland vad som fanns av honom som konstnär på tyska museer, därför att det definierades som entartete Kunst och sådant skulle inte längre finnas i landet. Det var fem akvareller på det prestigeladdade Kronprinzenpalais i Berlin, vilka alla hade skänkts av konstnären "till den tyska nationen" 1930, enligt det beslagsinventarium som nuvarande Freie Universität i Berlin har upprättat online. Där berättas även att tre av dem, på tyska kallade Brustbild eines Inders ["Byst av en indier"], Mädchen mit rotem Gewand ["Flicka i röd dräkt"] och Zwei Vögel ["Två fåglar"], returnerades till konstnären 1939, hur det nu var tänkt att tolkas. I det register som propagandaministeriet en gång förde för egen del står däremot de två förstnämnda antecknade som zerstört [förstörda] efter att ha värderats. De två kvarvarande av de fem beslagtagna verken, Maske nach halbrechts ["Mask till hälften vänd åt höger"] och Maske nach halblinks ["Mask till hälften vänd åt vänster"], bytte konstsamlaren Emanuel Fohn till sig direkt ur det statliga lagret i juni 1939. Den sistnämnda skänktes 1964 till Pinakothek der Moderne i München.

### Privatliv
Tagore hade ett smärtsamt privatliv. Bengaliska familjer lever än idag ofta alla tillsammans i ett hus – gifta bröder och systrar, föräldrar, ibland också kusiner. Rabindranath var den yngste av fjorton barn. En av hans äldre bröder var gift med en kvinna i Rabindranaths ålder, Kadambari, och det utvecklades ett intimt, men sannolikt kyskt förhållande mellan honom och svägerskan. Ett år efter att han hade gift sig med Mrinali Devi Raichaudhuri 1883 begick Kadambari självmord. Han förlorade två söner, en dotter och sin hustru före 1908.

### Svenska översättningar
- Nationalismen (Nationalism) (översättning August Carr, Norstedt, 1913)
- Gitanjali (Sångoffer) (af författaren öfverförda till engelsk prosa från originaldikterna på Bengali, öfvers. till svenska af Andrea Butenschön, Norstedt, 1913)
- Örtagårdsmästaren (dikter) (översättning Kristian I. Anderberg, Norstedt, 1914)
- Nymånen (The crescent moon) ("översättning av författarens omdiktning från bengaliska till engelska" av Harald Heyman, Norstedt, 1914)
- Sādhanā: livets mening (översättning August Carr, Norstedt, 1914)
- Chitra: skådespel i en akt (översättning Kr. I. Anderberg, Norstedt, 1915)
- Postkontoret (Ḍākghar) (översättning Harald Heyman, Norstedt, 1916)
- Fruktplockning (Fruit-gathering) (översättning Hugo Hultenberg, Norstedt, 1916)
- Konungen av det mörka rummet (pjäs) (översättning Kr. I. Anderberg, Norstedt, 1917)
- Farande fåglar (översättning Hugo Hultenberg, Norstedt, 1917)
- De rovlystna stenarna och andra berättelser (översättning Harald Heyman, Norstedt, 1918)
- Offret och andra dramer (översättning Hugo Hultenberg, Norstedt, 1919)
- Mina minnen (översättning August Carr, Norstedt, 1919)
- Personlighetens värld (översättning August Carr, Norstedt, 1920)
- Mashi och andra berättelser (översättning Hugo Hultenberg, Norstedt, 1920)
- Skeppsbrottet (The Wreck) (översättning August Carr, Norstedt, 1921)
- Kärlekens gåva och Över mörka vatten (översättning Hugo Hultenberg, Norstedt, 1921)
- Hemmet och världen (översättning Hugo Hultenberg, Norstedt, 1921)
- Glimtar från Bengalen: urval av brev 1885-1895 (översättning Hugo Hultenberg, Norstedt, 1921)
- Vårspelet (The cycle of spring) (översättning Harald Heyman, Norstedt, 1922)
- Flyktingen (översättning Harald Heyman, Norstedt, 1923)
- Den skapande enheten (Creative unity) (översättning Hugo Hultenberg, Norstedt, 1923)
- Eldflugor (Fireflies) (översättning av prins Wilhelm, Norstedt, 1927)
- Människans religion: föreläsningar hållna i Oxford 1930 (översättning Hugo Hultenberg, Norstedt, 1932)
- Min barndom (Chelebela) (översättning Ella Myrin Hillbom, Norstedt, 1956)
- Den landsflyktiga (översättning Ella Myrin-Hillbom, Skoog, 1961)
- För fyra röster och Rashmanis son: två berättelser (översättning Ella Myrin Hillbom, Norstedt, 1964)
- Poems = Dikter (urval och översättningav C. Paul Salvaraj, Konstindustriskolan, 1965)
- Mitt hjärta dansar (dikter i översättning och urval av Kristian Carlsson, Smockadoll, 2014)

## Eftermäle
Tagore finns på ett svenskt frimärke från 1973. 
Nedslagskratern Thakur på planeten Merkurius och asteroiden 7855 Tagore är uppkallade efter honom.